# Papíry
Papíry (v originále Paperman) je černobílý krátkometrážní animovaný snímek vyrobený studii Walt Disney Animations Studios a režírovaný Johnem Karsem. Ve filmu se mísí technika počítačové animace a klasické ruční animování. Snímek byl nominován na nejlepší krátký animovaný film v 85. ročníku udílení Oscarů a získal Cenu Annie za nejlepší krátký animovaný snímek.

## Dabing
- John Kahrs jako George
- Kari Wahlgren jako Meg
- Jeff Turley jako vedoucí